# Union des forces démocratiques (Guinée)
Ne doit pas être confondu avec Union des forces démocratiques de Guinée.
Pour les articles homonymes, voir Union des forces démocratiques.
L'Union des forces démocratiques (UFD) est un parti politique guinéen.
C'est l'un des 24 partis ayant participé à l'élection présidentielle de 2010. Son candidat, Mamadou Baadiko Bah, est éliminé au 1er tour, avec 0,19 % des suffrages.
En 2013, le parti participe aux élections législatives guinéennes, mais ne remporte aucun siège à l'assemblée nationale, puis au élections législatives guinéennes de 2020, où il remporte un siège ; son président devient membre de la commission éducation lors de la 9e législature de la république de Guinée.